# Меандар (орнамент)
Меандар је понављајући (тракасти) орнамент, који је назван по цик-цак току истоимене реке, данашње Меандрес у Турској. Може да има изглед водених таласа, једноставне правоугаоне изломљене линије или сложеније комбинације.

## Историја
Меандар налазимо у разним културама од најранијих епоха, у Грчкој већ на керамици геометријског доба. Правоугаони меандер је можда представљао лавиринт а према Отовом речнику настао је најпре на тканинама. Овим орнаментом су украшаване керамичке посуде, венци храмова, одећа, накит а може се наћи и на грчким и римским мозаицима. На подовима се јавља и у средњем веку а велики процват бележи у доба ренесансе као и у класицизму

## Галерија
- Мозаик на римској вили на Сицилији
- Мозаик на крипти у Есену
- Улични тротоар на острву Родос